# Gabriel Veiga Novas
Gabriel Veiga Novas   (O Porriño, 27 de maig de 2002) és un futbolista professional gallec que juga com a migcampista al club F.C. Porto.

## Carrera de club
Veiga va néixer a O Porriño, Pontevedra, Galícia, i es va formar com a juvenil al RC Celta de Vigo. Va fer el seu debut com a sènior amb l'equip B als 17 anys el 25 d'agost de 2019, començant com a titular en un empat 2-2 a Segona Divisió B fora de casa contra l'Internacional de Madrid.
Veiga va marcar el seu primer gol l'1 de desembre de 2019, el primer en una derrota per 1–6 contra el CE Atlètic Balears. Va debutar amb el seu primer equip, i a la Lliga, el 19 de setembre de l'any següent, substituint Renato Tapia en una victòria a casa per 2-1 contra el València CF.
Veiga va marcar el seu primer gol com a professional el 10 de setembre de 2022, tot i que en una derrota fora de casa per 4-1 contra l'Atlètic de Madrid. L'11 de gener següent, va ascendir definitivament a la primera plantilla i li van assignar la samarreta número 24.

### Al-Ahli
Malgrat el gran interès dels principals clubs europeus, com ara Manchester City FC, Liverpool FC, Chelsea FC i SSC Napoli, el 26 d'agost de 2023, Veiga va marxar a l'l'Al-Ahli de la Saudi Pro League, signant-hi un contracte de tres anys, després d'activar la seva clàusula de rescissió de 40 milions d'euros. La decisió de Gabri Veiga de rebutjar l'interès dels clubs europeus a favor de la lucrativa oferta de contracte de l'Aràbia Saudita va provocar crítiques d'aficionats, mitjans de comunicació i companys jugadors per una percebuda falta d'ambició esportiva. El migcampista del Reial Madrid Toni Kroos va titllar la jugada de "vergonyosa".

## Palmarès
Individual
- Jugador del mes de la Lliga: febrer de 2023[11]